# آلفرد راینهاردت
آلفرد راینهاردت (به آلمانی: Alfred Reinhardt) بازیکن فوتبال و هافبک اهل آلمان شرقی بود که از سال ۱۹۵۳ میلادی عضو تیم ملی فوتبال آلمان شرقی بوده‌است. وی در ۱ بازی ملی حضور داشته و در بازی‌های ملی‌اش گلی به ثمر نرساند. آلفرد راینهاردت آخرین بازی ملی خود را در سال ۱۹۵۳ میلادی انجام داد.